# Juan Berenguer
Juan Berenguer é um ex-jogador profissional de beisebol do Panamá.

## Carreira
Juan Berenguer foi campeão da World Series 1987 jogando pelo Minnesota Twins. Na série de partidas decisiva, sua equipe venceu o St. Louis Cardinals por 4 jogos a 3.